# غواصة يو-2 (النمسا-المجر)
يو-2 أو يو-II هي الغواصة الثانية من فئة يو-1 من الغواصات التي صممتها وتشغلها البحرية النمساوية المجرية ( (بالألمانية: Kaiserliche und Königliche Kriegsmarine)‏  أو K.u.K. Kriegsmarine K.u.K. Kriegsmarine ). صمم يو-2 من قبل المهندس البحري الأمريكي سيمون ليك وتم بناؤها في الفناء البحري في بولا. كانت واحدة من غواصتين شراؤها كجزء من تقييم تنافسي لتصميمات الغواصات الأجنبية بعد أن رفضت البحرية المقترحات المحلية.
طلبت في 24 نوفمبر 1906، ووضعت الغواصة في يوليو 1907 قبل إطلاقها في أبريل 1909. تضمن تصميم يو-2 التجريبي ميزات فريدة مثل حجرة الضغط العالي وعجلات لسيرعلى طول قاع البحر. تم تشغيلها بواسطة محركات البنزين أثناء الطفو، وقد اكتشف خلال تجاربها البحرية خلال عامي 1909 و 1910 أن هذه المحركات غير قادرة على الوصول إلى السرعة المتعاقد وتشكل خطرا على تسمم طاقم السفينة. تم تكليف يو-2 في يونيو 1911 وكانت بمثابة قارب تدريب حتى عام 1914، على الرغم من أنها تم أستدعائها لتعبئة لفترة قصيرة خلال حروب البلقان. وقد وصفت تصميم يو-2 من قبل مؤرخين البحرية بأنها فاشلة. على الرغم من هذه الانتقادات، قدمت تصميماتها تجارب لبناء غواصات لاحقة.

### الحواشي
1. In their book The German Submarine War, 1914–1918, R. H. Gibson and Maurice Prendergast report that U-1 was launched in 1911 and U-2 in 1910. (p. 383)
2. Jiri Novak reports in his book Austro-Hungarian Submarines in World War I that U-2's sister ship, U-1, had equally inadequate engines. (p. 16)